# Transplante uterino
Transplante uterino é um procedimento cirúrgico no qual um útero é transplantado para outra pessoa.
Há registos de 39 transplantes de útero obtidos através de um dador vivo, sendo que um dos casos mais comuns acontece quando as mães doam às filhas o próprio útero. Já foram contabilizados onze nascimentos neste tipo de circunstâncias.
Em 2017, uma bebé nasceu em bom estado de saúde depois de um transplante de útero de uma dadora morta. À operação para fazer o transplante do órgão, seguiu-se um longo tratamento de fertilização, em São Paulo, no Brasil, em 2016.
A mãe, com 32 anos, nasceu sem útero com Síndrome de Mayer-Rokitansky-Kuster-Hauser.
Apesar do problema, os ovários estavam bem e os médicos conseguiram remover os óvulos, fertilizá-los com o esperma do pai e congelá-los. Após sete meses, os óvulos fertilizados foram implantados.
Neste caso, a dadora de útero é uma mulher, mãe de três filhos, que morreu de uma hemorragia no cérebro.